# Horizontální členění textu
Horizontální členění textu je pojem z jazykovědy a literární vědy, který označuje takové členění textu, které text strukturuje, rozčleňuje na jednotlivé části. Horizontální členění textu je de facto lineární členění textu na začátek, střední a závěrečnou část, v psaném textu i na kapitoly a odstavce. Synonymním pojmem je vnější kompozice literárního díla.
Jednotlivé části textu, které horizontální členění vyděluje, jsou:
- Titul: může mít různé podoby. Většinou je autorský, může být ale i vydavatelský. Je to záležitost novodobá (v Řecku byl namísto titulu incipit, a i ten jen někdy, od Říma byl titul trvalou součástí díla, ale spíše jako jev katalogizační, ne individualizační; ve středověku (až do vynálezu knihtisku a i krátce po něm) měl funkci titulu tzv. kolofon, jenž se přidával na konec (explicit) a fungoval tedy jako dnešní tiráž. Vývoj: barokní titul byl složitě stavený, de facto anotace; pak naznačující-popisný (Cid, Historia od životě dr. Fausta), symbolizující název v kapitalismu (tajemný, a tedy prodejný!; Červený a černý); v 19. století se v titulu často objevuje jméno hrdiny (Babička, Pan učitel, Chudí lidé) nebo název věci (Plášť, Podobizna). Ve 20. století jako titul funguje i věta (Jdi za zeleným světlem, Umírala mladičká, Kohout plaší smrt, Pršelo jim štěstí). Titul může být i dvojitý (jeho čásit jsou odděleny spojkou "anebo", "čili", atd.);
- Podtitul (není dvojdílný titul, tj. chybí anebo/tj.…); chápeme jej jako „komunikativní instrukci“, metatextovou informaci: určuje žánr textu a dává nám tedy instrukci, jak máme text číst, co v něm primárně hledat atd. (Soukromá vichřice. Laboratorní zpráva ze života hmyzu. Antonín Vondrejc. Příběhové básníka);
- Dedikace (někdy též: D. D. D., zkratka z lat. "dat, dicat, dedicat: dává, věnuje, zasvěcuje), tj. věnování. Vyvinula se z povinného věnování mecenáši (finanční závazek) a dospěla až k věnování z lásky, z úcty; může naznačovat jiného autora či text, ke kterému se věnovaný text hlásí, a tak ovlivňovat daný text.
- Motto se objevuje od renesance. Je to krátký, cizí text, resp. výsek cizího textu. Oddělen graficky (malé písmo, kurziva). Může být matoucí, od 20. století se objevuje tzv. auto-intertextualita (autor cituje jiné své dílo);
- Prolog neboli předmluva, v dramatu předehra;
- epilog neboli doslov;
- Přílohy, mapy, rejstřík.

V rámci vlastního vyprávění pak samozřejmě horizontální členění liší
- kapitoly, díly, knihy (např. knihy biblické: Genesis, Exodus...);
- odstavce;
- věty a slova.

Tématem horizontálního členění jsou také začátky a konce textů a jejich typologie.
Protějškem horizontálního členění je vertikální členění textu, které vytváří hierarchii jednotlivých informací a vazby mezi nimi v celém textu (např. velikost a typ písma, odrážky, číslování, poznámky pod čarou atd.).